# Plexus veineux utérins
Les plexus veineux utérins se trouvent le long des côtés et des angles supérieurs de l'utérus, entre les deux couches du ligament large, et communiquent avec les plexus ovarien et vaginal.
Ils sont drainés par une paire de veines utérines se trouvant de chaque côté : celles-ci proviennent de la partie inférieure des plexus, en regard de l'orifice externe de l'utérus, et débouchent dans la veine iliaque interne correspondante.
Des médicaments vasoconstricteurs peuvent être prescrits pour soulager l'inconfort associé au rétrécissement de la veine affectée.